# Zlatenica
Zlatenica (strokovno ikterus) je znak bolezni jeter ali žolčnih izvodil, in sicer gre za zlatorumeno obarvanje kože in sluznic zaradi povečanja koncentracije bilirubina v krvi. Zlatenico najprej opazimo na beločnicah, saj se tam bilirubin veže na elastin, hkrati pa je obarvanje zelo vidno, saj je beločnica rumene barve.

## Presnova bilirubina
Vzrok zlatenice je motnja presnove bilirubina. Slednji nastaja iz hema pri propadu rdečih krvničk, zlasti v vranici. Ker je bilirubin netopen v krvni plazmi, se veže na plazemske albumine in se tako prenese v jetra. V jetrih se konjugira z glukuronsko kislino, tako postane vodotopen in se povečini izloči v obliki konjugata z glukuronsko kislino v žolč. Del se ga izloči tudi skozi ledvice v seč in obarva seč temneje rumeno. 
Z žolčem se bilirubin-glukuronid po žolčevodu izloči v dvanajstnik. Tam se z bakterijami črevesne flore presnovi do urobilinogena, ta se deloma reabsorbira. Reabsorbirani urobinogen se deloma izloča s sečem. Urobinogen, ki se izloči z blatom, se nadalje presnovi do sterkobilinogena in daje blatu značilno barvo.

## Motnje presnove bilirubina
Krvna koncentracija bilirubina se poveča, če pride do motnje presnove ali izločanja bilirubina na določeni stopnji. Do motenj lahko pride na naslednjih stopnjah:
- Pospešeno nastajanje bilirubina zaradi povečane hemolize (propad rdečih krvničk), kar povzroči hemolitično zlatenico. Jetra niso zmožna sproti konjugirati vsega bilirubina, vezanega na albumine. Zatorej se poveča koncentracija nekonjugiranega, na albumine vezanega bilirubina.
- Zavrta konjugacija v jetrih. To je vzrok v večini primerov za zlatenico novorojenčkov. Le-ti še namreč nimajo dovolj aktivnega jetrnega encima, ki konjugira bilirubin. Zato se v krvi poveča koncentracija nekonjugiranega bilirubina.
- Motnje prehajanja bilirubin-glukuronida iz jetrnih celic v žolč. Največkrat je vzrok za to motnjo hepatitis. Konjugirani bilirubin ne more prehajati v žolč, zato se izloča nazaj v kri in v krvi se poveča koncentracija konjugiranega bilirubina. Le-ta se lahko izloča s sečem in zato se seč obarva temneje.
- Ovira v žolčevodu. Bilirubin-glukuronih sicer prehaja v žolčnik, vendar je ovirano iztekanje žolča po žolčevodu v dvanajsternik. Običajno se žolčevod začepi z žolčnim kamnom ali pa se svetlina zmanjša zaradi novotvorb v okolici žolčevoda, ki pritiskajo nanj. Pri tej t. i. obstrukcijski zlatenici je blato obarvano svetlo, saj bilirubin ne more prehajati v črevo, seč pa je obarvan temneje, ker se večja količina konjugiranega bilirubina izloča preko ledvic.
- Neželeni učinki, ki so redki (imel jih bo verjetno manj kot 1 od 1.000 bolnikov), zaradi uporabe določenih zdravil, kot je Seroquel (kvetiapin)